# 홍희제
명 인종 홍희제(明仁宗 洪熙帝, 1378년 8월 16일(음력 7월 23일) ~ 1425년 5월 29일(음력 5월 12일))는 중국 명나라의 제4대 황제(재위 : 1424년 ~ 1425년)이다. 휘는 고치(高熾)이다. 묘호는 인종(仁宗), 연호는 홍희(洪熙)이다. 홍무제의 손자이며, 영락제와 인효문황후 서씨(仁孝文皇后 徐氏)의 장남이다.

## 생애
주고치는 1378년 명 성조(成祖) 영락제(永樂帝)의 장자로 태어났다. 모친은 서황후로써 개국공신이었던 서달(徐達)의 딸이다. 그가 태어났을 때 그의 아버지인 연왕(燕王) 주체(朱棣)의 나이는 겨우 18세였다. 주고치는 어릴 때부터 학문과 문예를 좋아하여 그가 비록 활쏘기 등의 무예에도 남다른 재주를 보이기도 했지만, 그가 어린 시절 가장 많은 시간을 할애한 것은 유가의 경서를 읽는 일이었다. 때문에 그의 할아버지 주원장(朱元璋)의 남다른 총애를 받았다. 1395년(홍무 27년) 연왕세자(燕王世子)로 봉해졌다.
정난의 변(1399-1402)의 기간 동안 연왕이 요동을 제압하기 위해 떠난 사이에 1399년 11월 이경륭(李景隆)이 대군을 이끌고 본거지인 북경을 공격하였을 때, 그는 1만의 군사를 갖고 성공적으로 북경을 방어함으로써 그가 학문 이외에도 군사적 재능을 비롯해 통솔력과 판단력을 보유한 지도자였음을 증명하였다. 1404년(영락 2년) 황태자로 봉해졌고 1409년(영락 7년) 이후부터는 성조가 북벌에 참여하는 일로 자주 북경에 머물렀으므로 그는 남경에서 황제의 대리 임무(監國)를 수행하였으며 국가의 일상 정무를 처리하면서 정치와 행정에 관해 뛰어난 능력을 보여주었다.
영락 19년 (1421) 정식으로 북경으로 천도하면서 황제를 따라 북경으로 옮겨갔다. 그가 남경에서 보여준 실적에도 불구하고 동생이었던 한왕(漢王) 주고희(朱高熙), 조왕(趙王) 주고수(朱高燧)와의 갈등 때문이었다. 한때 영락제는 황태자를 바꾸려고까지 하였지만 양사기(楊士奇) 등의 강력한 반대로 인해 결국 이루어지지는 못했다. 일설에 따르면 태자비(太子妃) 장씨(張氏)와 황태손(皇孫) 주첨기(朱瞻基, 후일의 선덕제)가 영락제의 총애를 받았기 때문에 그를 황태자로 남겨두었다고도 한다.

## 즉위 후
1424년(영락 22년) 영락제가 원정에서 돌아오는 도중에 사망하자, 대학사 양사기(楊士奇), 양영(楊榮)등의 지지 하에 제위에 올랐다. 이듬해 연호를 홍희(洪熙)로 정하였다. 그가 통치의 방향으로 잡은 것은 조정의 폐단을 혁파하는 것과, 오랜 전쟁으로 심화된 백성의 고통을 경감하고, 관료제 내의 비효율과 무능력을 개선하는 것이었다. 또한 북벌에 반대하다가 하옥된 하원길 등의 구신을 석방하고, 여러 대신들을 복권시켰으며 건문제(建文帝) 아래에 있다가 몰관된 대신들의 가속을 사면하였다. 정화의 원정을 중지시키고, 여러 가지 부담을 줄임으로써 민심을 수습하였다. 또한 영락제의 외정(外征)으로 인한 국고 손실을 막기 위해 홍희제는 대외 팽창 정책을 억제하고, 다시 남경(南京)으로의 천도 계획을 세웠으나 그가 죽음에 따라 이루어지지 않았다.
그는 매우 부지런한 황제로 매일 그의 신하들을 불러 정치에 대한 이야기를 나누고 조언을 구하였으며 홍무제에 의해 억눌렸던 내각의 권한을 부활시킨 것도 바로 이때였다. 또한 홍무-영락 연간으로 이어지는 강압적인 통치 방식에서 직언을 장려하였으며 여러 대신들의 의견을 존중하였다. 그러나 본래 몸이 약하고 병이 많았기 때문에 등극 후 겨우 8개월 만에 병으로 사망하였다. 1425년(홍희 원년) 5월이었다. 시호는 경천체도순성지덕홍문흠무장성달효소황제(敬天體道純誠至德弘文欽武章聖達孝昭皇帝)로 묘호는 인종(仁宗)이다. 헌릉(獻陵)에 안장되었다. 그의 무덤은 현재 북경 창평현(昌平縣)에 있으며 1426년 마련되었다.
약 1년간의 짧은 재위 기간이었지만 선정을 베풀고 대내 안정을 확고히 하여 다음 황제인 선덕제(宣德帝)의 치세에도 큰 영향을 끼쳐 초기 명나라의 기틀을 잡아, 홍희제와 아들 선덕제의 치세를 인선의 치(仁宣之治,인종[仁宗]과 선종[宣宗]의 치세)라고 부른다.

## 가족

### 조부모와 부모
- 조부 : 태조 홍무고황제(太祖 洪武高皇帝) 주원장(朱元璋)
- 조모 : 효자고황후(孝慈高皇后) 마씨(馬氏)
- 부친 : 성조 영락문황제(成祖 永樂文皇帝) 주체(朱棣)
- 모친 : 인효문황후(仁孝文皇后) 서씨(徐氏)

### 황후
| 봉호       | 시호                    | 이름(성씨) | 재위년도        | 생몰년도        | 국구(장인/장모)                                                     | 별칭  | 비고 |
| ---------- | ----------------------- | ---------- | --------------- | --------------- | ------------------------------------------------------------------- | ----- | ---- |
| 황후(皇后) | 성효소황후 (誠孝昭皇后) | 장씨(張氏) | 1424년 ~ 1425년 | 1379년 ~ 1442년 | 팽성공정후(彭城恭靖侯) 장기(張麒) 팽성후부인(彭城侯夫人) 동씨(仝氏) | [ 6 ] |      |

### 후비
| 봉호       | 시호                | 이름(성씨)     | 생몰년도        | 국구(장인/장모)                                                     | 별칭  | 비고  |
| ---------- | ------------------- | -------------- | --------------- | ------------------------------------------------------------------- | ----- | ----- |
| 귀비(貴妃) | 공숙귀비 (恭肅貴妃) | 곽씨(郭氏)     | 1392년 ~ 1425년 | 무정후(武定侯) 곽명(郭銘) 무정후부인(武定侯夫人) 서씨(徐氏)         |       | [ 7 ] |
| 숙비(淑妃) | 정혜숙비 (貞惠淑妃) | 왕씨(王氏)     | ? ~ 1425년      |                                                                     |       | [ 7 ] |
| 여비(麗妃) | 혜안여비 (惠安麗妃) | 왕씨(王氏)     | ? ~ 1425년      |                                                                     | [ 8 ] | [ 7 ] |
| 여비(麗妃) | 도희여비 (悼僖麗妃) | 이씨(李氏)     |                 |                                                                     |       |       |
| 순비(順妃) | 공희순비 (恭僖順妃) | 담씨(譚氏)     | ? ~ 1425년      |                                                                     |       | [ 7 ] |
| 순비(順妃) | 정정순비 (貞靜順妃) | 장씨(張氏)     | ? ~ 1419년      |                                                                     |       |       |
| 충비(充妃) | 공정충비 (恭靖充妃) | 황금제(黃金娣) | 1396년 ~ 1425년 | 황언빈(黃彦斌) 서씨(徐氏)                                           |       | [ 7 ] |
| 경비(敬妃) | 정정경비 (貞靜敬妃) | 장씨(張氏)     | ? ~ 1440년      | 정흥충렬왕(定興忠烈王) 장보(張輔) 정흥왕부인(定興王夫人) 이씨(李氏) |       |       |
| 현비(賢妃) | 공정현비 (恭靜賢妃) | 이씨(李氏)     |                 |                                                                     |       |       |
| 혜비(惠妃) | 공의혜비 (恭懿惠妃) | 조씨(趙氏)     |                 |                                                                     |       |       |

### 황자
| -    | 봉호           | 시호   | 이름           | 생몰년도        | 생모            | 자식    | 별칭   | 비고                       |
| ---- | -------------- | ------ | -------------- | --------------- | --------------- | ------- | ------ | -------------------------- |
| 장남 | 황태자(皇太子) |        | 주첨기(朱瞻基) | 1399년 ~ 1435년 | 성효소황후 장씨 | 2남 3녀 | [ 9 ]  | 제5대 황제 선덕제(宣德帝). |
| 차남 | 정왕(鄭王)     | 정(靖) | 주첨준(朱瞻埈) | 1404년 ~ 1466년 | 공정현비 이씨   | 1남     |        |                            |
| 3남  | 월왕(越王)     | 정(靖) | 주첨용(朱瞻墉) | 1405년 ~ 1439년 | 성효소황후 장씨 |         |        |                            |
| 4남  | 기왕(蘄王)     | 헌(獻) | 주첨은(朱瞻垠) | 1406년 ~ 1421년 | 공정현비 이씨   |         | [ 10 ] | [ 11 ]                     |
| 5남  | 양왕(襄王)     | 헌(憲) | 주첨선(朱瞻墡) | 1406년 ~ 1478년 | 성효소황후 장씨 | 1남     |        |                            |
| 6남  | 형왕(荊王)     | 헌(憲) | 주첨강(朱瞻堈) | 1406년 ~ 1453년 | 정정순비 장씨   | 1남     |        |                            |
| 7남  | 회왕(淮王)     | 정(靖) | 주첨욱(朱瞻墺) | 1409년 ~ 1446년 | 공정현비 이씨   | 3남     |        |                            |
| 8남  | 등왕(滕王)     | 회(懷) | 주첨개(朱瞻塏) | 1409년 ~ 1425년 | 공숙귀비 곽씨   |         |        |                            |
| 9남  | 양왕(梁王)     | 장(莊) | 주첨기(朱瞻垍) | 1411년 ~ 1441년 | 공숙귀비 곽씨   |         |        |                            |
| 10남 | 위왕(衛王)     | 공(恭) | 주첨연(朱瞻埏) | 1417년 ~ 1439년 | 공숙귀비 곽씨   |         |        |                            |

### 황녀
| -    | 봉호                        | 이름           | 생몰년도        | 생모            | 부마                              | 별칭   | 비고 |
| ---- | --------------------------- | -------------- | --------------- | --------------- | --------------------------------- | ------ | ---- |
| 장녀 | 가흥공주 (嘉興公主)         |                | 1409년 ~ 1439년 | 성효소황후 장씨 | 거록영민후(鉅鹿榮愍侯) 정원(井源) | [ 12 ] |      |
| 차녀 | 경도공주 (慶都公主)         | 주원통(朱圓通) | 1409년 ~ 1440년 | 공의혜비 조씨   | 초경(焦敬)                        | [ 12 ] |      |
| 3녀  | 청하공주 (淸河公主)         |                | ? ~ 1433년      |                 | 이명(李銘)                        |        |      |
| 4녀  | 덕안도간공주 (德安悼簡公主) |                |                 |                 |                                   |        |      |
| 5녀  | 연평공주 (延平公主)         |                |                 |                 |                                   |        |      |
| 6녀  | 덕경공주 (德慶公主)         |                |                 |                 |                                   |        |      |
| 7녀  | 진정공주 (眞定公主)         |                | ? ~ 1450년      | 공정현비 이씨   | 왕의(王誼)                        | [ 12 ] |      |

## 기년과 연호
| 연호       | 사용기간 | 사용기간 | 년수 | 비고 |
| ---------- | -------- | -------- | ---- | ---- |
| 홍희(洪熙) | 1425년   | 1425년   | 1년  |      |

## 같이 보기
- 조선
  - 세종 (1418년~1450년)